# Bracteamorpha trainorii
Bracteamorpha, monotipski rod zelenih algi smješten u vlastitu porodicu Bracteamorphaceae, dio reda Sphaeropleales. Jedina vrsta je terestrijalna alga  B. trainorii.
Tipski lokalitet je u pećinama nacionalnog parka Carlsbad Caverns u Novom Meksiku. Otkrivena je i na Ruskom dalekom istoku